# La Giustiniana

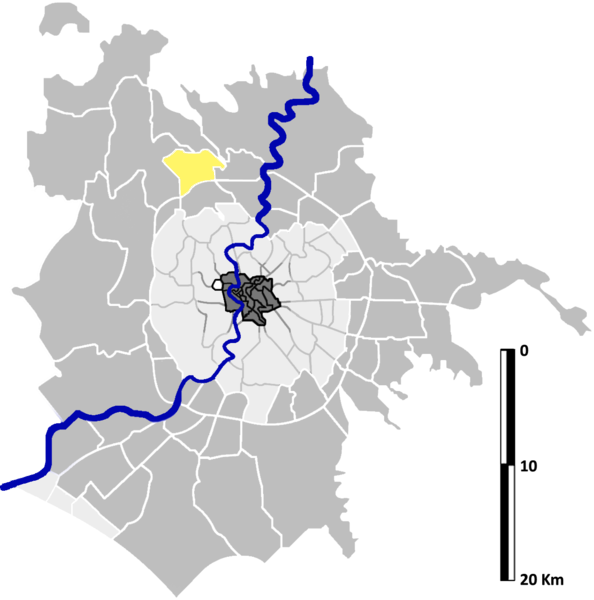
Localisation de La Giustiniana sur la carte administrative de Rome.

La Giustiniana est une zona di Roma (zone de Rome) située au nord de Rome dans l'Agro Romano en Italie. Elle est désignée dans la nomenclature administrative par Z.LIV et fait partie du Municipio XV (anciennement Municipio XX). Sa population est de 10 639 habitants répartis sur une superficie de 12,80 km2.
Il forme également une « zone urbanistique » désigné par le code 20.g, qui compte en 2010 : 10 721 habitants.

## Lieux particuliers
- L'église Beata Vergine Maria Immacolata